# Forguette Mi Note
Forguette Mi Note war eine französische Avantgarde-Band der späten 1980er und frühen 1990er Jahre.
Die Band wurde 1987 von der Sängerin Claire und der Geigerin Julie gegründet.  Forguette Mi Note hat rund 600 Konzerte in ganz Europa gespielt und zwischen 1991 und 1994 drei Alben veröffentlicht.
In Deutschland ist lediglich ihre letzte CD Cruciforme erschienen. Auf dieser CD findet sich der Song Totale Scheiße, ein Tribut an die Berliner Band Inchtabokatables, mit der Forguette Mi Note in Deutschland häufig gemeinsam auf Tournee war.
Die Musik der Band war gekennzeichnet durch eine wilde Mischung verschiedener Stile, unter anderem Folk, Rock, Jazz und Punk.
Die Sängerin Claire Diterzi ist noch heute in zahlreichen Projekten aktiv.

## Diskografie
- 1991: Contresens
- 1993: Gargouillis
- 1994: Cruciforme (in Deutschland erschienen auf Langstrumpf Records)